# Ludwik Algierd
Ludwik Algierd (ur. 25 lutego 1933 w Pabianicach, zm. 11 marca 2020 w Stalowej Woli) – polski bokser i trener bokserski.

## Życiorys
Był wychowankiem Zrywu Łódź, a następnie zawodnikiem Gwardii Łódź, Sparty Kłodzko oraz Gwardii Przemyśl. W latach 1956–1976 związał się z klubem Stal Stalowa Wola, najpierw jako zawodnik a następnie trener (równolegle był pracownikiem Huty Stalowa Wola). Walcząc w wadze lekkopółśredniej i średniej stoczył 226 walk (bilans: 166-15-45). W 1960 roku był członkiem drużyny, która zdobyła drużynowe wicemistrzostwo Polski. W latach 1968–1970 uczęszczał do Szkoły Trenerów przy Akademii Wychowania Fizycznego we Wrocławiu, gdzie uzyskał tytuł trenera II klasy. W latach 1971–1977 był trenerem I zespołu Stali. Pod jego kierownictwem drużyna ponownie w 1973 roku w Łodzi sięgnęła po drużynowe wicemistrzostwo Polski. Wśród jego wychowanków byli m.in. Lucjan Trela, Roman Gotfryd, Henryk i Janusz Janowscy oraz Stanisław Szado. W 1973 roku został również II trenerem polskiej kadry narodowej.
Po likwidacji sekcji bokserskiej w Stalowej Woli pracował m.in. w Rzeszowie i Dębicy. Był również kierownikiem stalowowolskiego Miejskiego Ośrodka Sportu i Rekreacji. W 1980 roku został odznaczony Złotym Krzyżem Zasługi. Na emeryturę przeszedł w 1990 roku. W latach 2008–2012 powrócił do pracy trenerskiej w reaktywowanej w ramach MOSiR Stalowa Wola sekcji bokserskiej „Feniks”.